# Colpo di dadi
Colpo di dadi (Un coup de dés) è un film del 2023 diretto da Yvan Attal.

## Trama
Mathieu e Vincent, amici e soci in affari sulla Costa Azzurra, vivono una vita apparentemente perfetta insieme alle loro partner  Juliette e Delphine. Quando Vincent intraprende una relazione con la giovane Elsa, Mathieu ne è involontariamente complice, poi quando è chiamato ad adoperarsi per salvare il matrimonio dell'amico finisce per legarsi lui stesso alla ragazza. 
La situazione precipita quando Elsa muore accidentalmente proprio di fronte a Mathieu che, per una serie di combinazioni, non viene minimamente indagato, pur trattandosi di un caso di sospetto omicidio. A finire in carcere è Delphine, che aveva aggredito e minacciato pubblicamente l'amante di suo marito.
Mathieu, vigliaccamente, non si costituisce ma racconta tutto alla moglie preparando la fuga. La moglie non gli perdona il tradimento e il silenzio che ha determinato l'accusa della sua amica, e poi è vittima di un incidente in cui muore, anche per un'incuria del marito. Mathieu, con il peso sulla coscienza di due morti, scrive una lettera alla Procura in cui spiega tutto, ma poi prende un aereo per fuggire in Brasile. Una tempesta impedisce all'aereo di partire trattenendo Mathieu in Francia, suo malgrado.

## Produzione
Il film, ispirato a una pièce di Éric Assous, è stato girato nell'autunno del 2022 tra Nizza, gli Studios de la Victorine e Châteauroux. Si tratta dell'ottava regia di Attal.

## Distribuzione
Il film è stato presentato in anteprima al Festival Cinéroman di Nizza nel 2023. In Italia è stato distribuito da Athena Films ed è andato in onda su Rai 3 il 10 luglio 2025.

## Accoglienza
La critica francese ha accolto il film in modo misto: sono stati apprezzati soprattutto il cast e le atmosfere da thriller sentimentale, mentre alcuni recensori hanno evidenziato debolezze narrative. In Italia ha ricevuto recensioni prevalentemente positive da parte della stampa specializzata.